# Choukri Gustmann

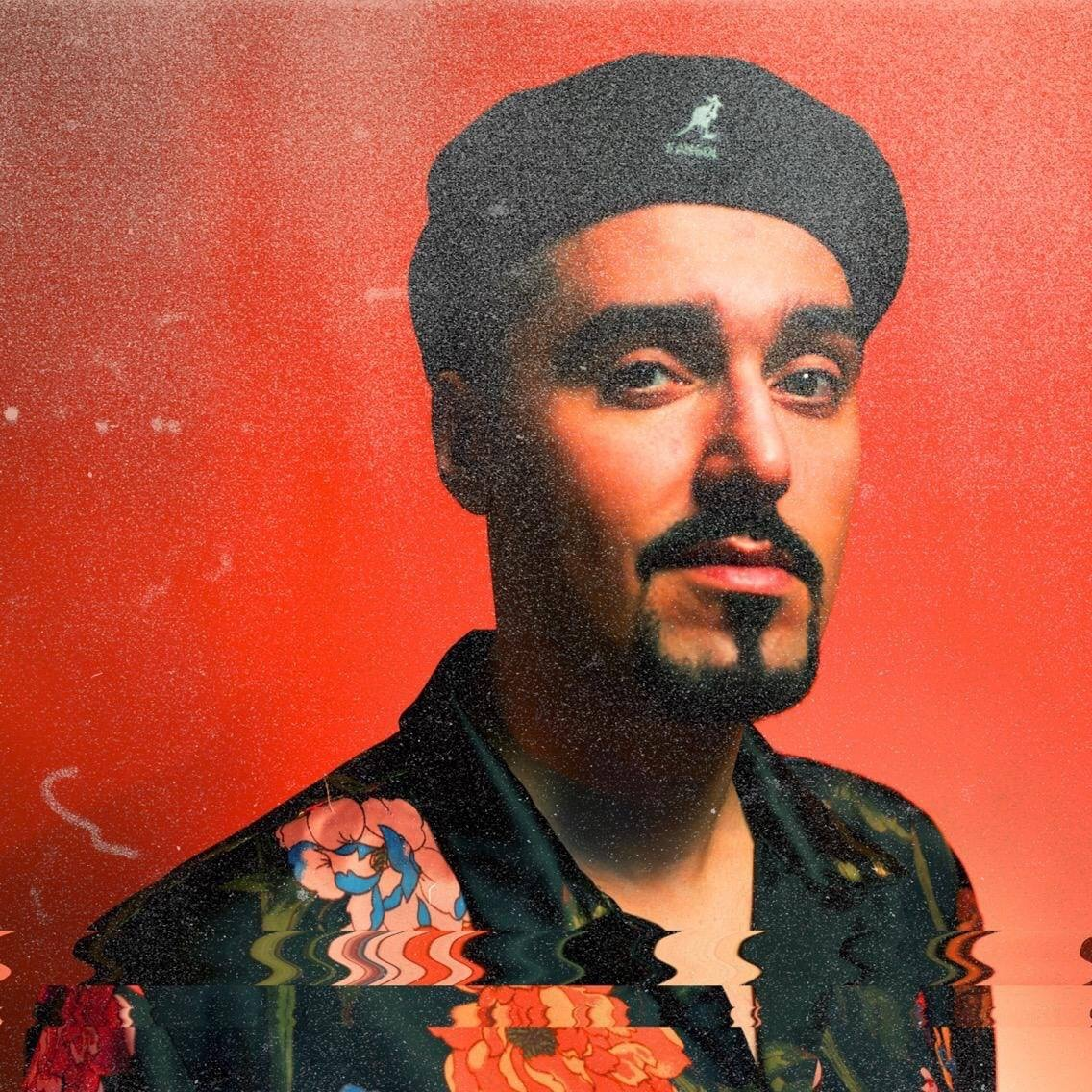
Choukri

Choukri (* 13. Februar 1988 in Düsseldorf; bürgerlich Choukri Gustmann) ist ein deutscher Hip-Hop-Produzent.

## Karriere
Zu Beginn seiner musikalischen Karriere wurde Choukri zuerst unter dem Pseudonym "Ceejay Beats" bekannt, als im Jahre 2008 seine ersten offiziellen Produktionen auf dem Album "Asphalt Massaka" des Rappers Farid Bang veröffentlicht wurde.
Von 2008 bis 2012 studierte er am SAE Institute in Köln und an der Middlesex University in London und schloss sein Studium erfolgreich mit einem Bachelor of Arts im Bereich Audio Produktion ab.
Nach langjähriger Zusammenarbeit mit Lukas Loules gründet Choukri mit ihm im Dezember 2017 das Projekt „Championsleak“, unter dem sie sich als Producerteam präsentieren. Im selben Monat erschien das erste Release als Championsleak: „FUCK THE PAIN AWAY“ mit dem Sänger Radiiio. Später wirkte er auch bei zahlreichen Produktionen des Bonner Independent-Label Alles oder Nix Records mit, dem unter anderem die Rapper Xatar und SSIO angehören.
Seit 2018 ist Choukri unter dem Künstlernamen „Bruda“ als Rapper tätig.
Choukri war zwischenzeitlich auch Mitglied der Comedy-Gruppe RebellComedy.

## Auszeichnungen
- Beat des Monats im März 2017[6]

## Diskografie
- 2008: „Intro“, „Wer ist Düsseldorf“, „Asphalt Massaka“, „Zweimal im Leben“, „Jüngste Tag“, „Bladi Musik“ & „Outro“ von Farid Bang auf Asphalt Massaka (Prod. als CeeJay Beats)[7]
- 2009: „Sonnenbank Pimps“ von Kollegah & Farid Bang auf Jung, Brutal, Gutaussehend (Prod. als CeeJay Beats)
- 2010: „Missing You“ von The Saturdays (Engineered von Choukri)[8]
- 2011: „Boys are Crazy“, „Restart My Heart“, „No Undo“, „Please Donˋt Hate Me“, „Weekend Forever [Acoustic Version]“, „Goodbye Is Like Dying“ & „Lax“ auf Launched in the Pool von The Black Pony (Co-Produziert von Choukri)[9]
- 2014: Ramsi Aliani – Goldkehle (Prod. von Choukri)[10]
- 2014: Kalim – Sechs Kronen[11]
- 2015: „Mein Mantel“, „Rote Notiz“, „Hazaks 2“, „Gentleman“, „Meine Große Liebe“, „USB-Sticks, Mülltüten & Touch“ von Xatar auf Baba aller Babas[12]
- 2016: „Alles Kebap“ von Coup (Haftbefehl & Xatar) auf Der Holland Job[13]
- 2016: „Pibissstrahlen auf 808 Bässe“, „Kein Bock“, „Lockige Brusthaare“ & „Don & Fuss“ von Ssio auf 0,9[14]
- 2016: „Million“ (Prod. von King Kuba & Choukri)  von Eno[15]
- 2017: „Ohrwurm“ (Prod. von King Kuba & Choukri) von Eno[16]
- 2017: „Massari“ von Eno[17]
- 2017: „romantics“, „PITCH BLACK“ (Prod. von Championsleak) von Tove Lo auf dem Album BLUE LIPS
- 2018: „Wiedersehen“, „Mein Sommer“, „Fallschirm“, „Verdammter Engel“ & „Vergessen dich zu vergessen“ von Vanessa Mai (Komponiert von Choukri)[18]
- 2018: „Jaja Is Ok“ als Bruda[19]